# Бланко Фомбона, Руфино
Руфино Бланко Фомбона исп. Rufino Blanco Fombona; 17 июня 1874, Каракас, Венесуэла — 16 октября 1944, Буэнос-Айрес, Аргентина) — венесуэльский писатель
, историк, дипломат, журналист, литературный критик, общественный деятель.
Один из крупнейших представителей литературного американизма — направления, отстаивающего национальную самобытность испано-американской литературы. Сыграл важную роль в популяризации творчества латиноамериканских писателей в мире.

## Биография
Начал изучать право и философию в Центральном университете Венесуэлы, позже перешел в военную академию. Принял участие в Гражданской войне в Венесуэле (1892). Активно участвовал в политической борьбе на рубеже XIX—XX веков. Был назначен консулом в Филадельфии. Там начал заниматься поэзией и по возвращении в Каракас в 1895 году сотрудничал с журналами El Cojo Ilustrado и Cosmopolis.
В 1896—1897 годах служил в посольстве Венесуэлы в Нидерландах. В период диктатуры X. Гомеса находился в изгнании (1909—1935). После возвращения на родину был принят в Национальную академию истории (1939) и назначен губернатором штата Миранда (1936—1937). В 1939—1941 годах — полномочный посол Венесуэлы в Уругвае.

## Творчество
Руфино Бланко Фомбона многим обязан французской литературе, в частности Бальзаку, Флоберу, Гонкурам и Мопассану.
Для раннего периода творчества характерно влияние модернизма (сборник стихов «Маленькие лирические опусы», 1904, и др.). Но уже в эти годы (сборники новелл «Рассказы поэта», 1900; «Американские рассказы», 1904) Руфино Бланко Фомбона обнаружил интерес к национальной тематике. Социально-критическая и сатирическая направленность характерна для романов «Железный человек» (1907), «Золотой человек» (1915, русский перевод 1932), «Митра в руке» (1927). Социальным звучанием проникнуты сборники стихов «Песни тюрьмы и изгнания» (1911) и «Песенник несчастной любви» (1914).
Автор литературно-критических работ («Литература и писатели Испанской Америки», 1908; «Великие писатели Америки», 1919; «Модернизм и поэты-модернисты», 1929) и исторических исследований (в том числе о Симоне Боливаре).
Наиболее известны его романы: «El Hombre de hierro» (1916); «La Mitra en la mano» (1927); сборник рассказов «Cuentos americanos» и исследование: «La Evolución politica y social de Hispano-America» (1911).
Шесть раз был номинирован на Нобелевскую премию по литературе.
Похоронен в Национальном пантеоне Венесуэлы.

## Избранные произведения
- 1899: Trovadores y trovas
- 1904: Cuentos americanos
- 1907: El hombre de hierro
- 1911: Cantos de la prisión y del destierro
- 1915: El hombre de oro
- 1917: Grandes escritores de América
- 1921: El conquistador español del siglo XVI
- 1927: La mitra en la mano
- 1931: La bella y la fiera
- 1933: Camino de imperfección